# Eventi di gennaio
Gli eventi di gennaio (in lituano Sausio įvykiai), talvolta indicati con l'espressione domenica di sangue, ebbero luogo in Lituania dall'11 al 13 gennaio 1991, all'indomani dell'atto di Restaurazione dello Stato di Lituania. A seguito delle operazioni compiute dell'esercito sovietico, 14 civili persero la vita e più di 140 risultarono i feriti. Gli avvenimenti principali ebbero luogo a Vilnius, la capitale, ma si segnalarono anche manifestazioni di protesta nella regione circostante e nelle città di Alytus, Šiauliai, Varėna e Kaunas.
Dopo questi eventi in Lituania 13 gennaio viene chiamato il "Giorno dei Difensori della Libertà" (in lituano Laisvės Gynėjų Diena)  ed è ufficialmente osservato come un giorno commemorativo.

## Contesto storico

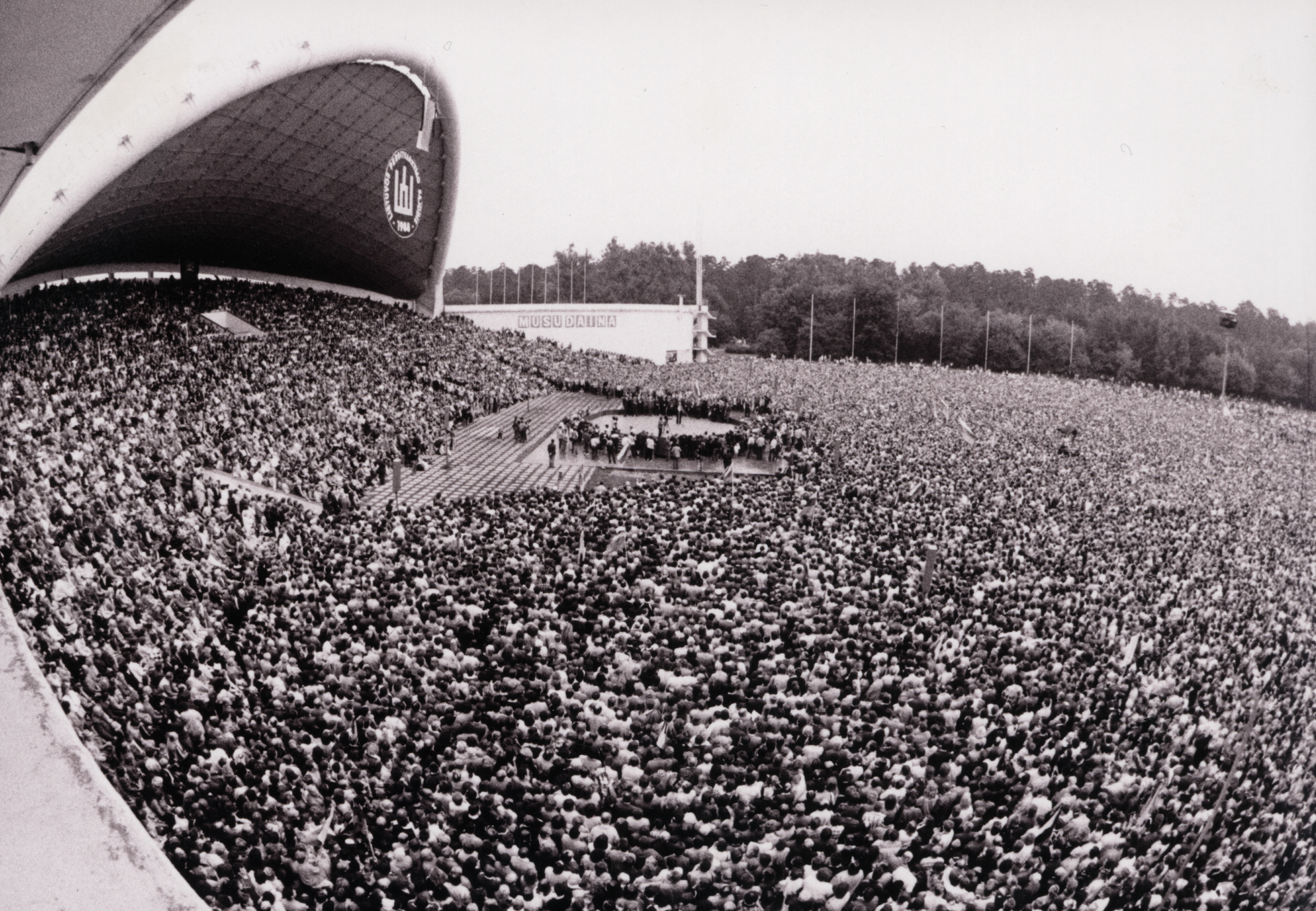
Una manifestazione organizzata nel 1988 da Sąjūdis presso il parco Vingis, a Vilnius, che commemora e condanna il patto Molotov-Ribbentrop

Gli Stati baltici, inclusa la Lituania, furono annessi con la forza dall'Unione Sovietica nel 1940. La sovranità di Mosca non fu mai riconosciuta come legittima dalle potenze occidentali.
La Repubblica lituana dichiarò l'indipendenza dall'Unione Sovietica l'11 marzo 1990 e, da allora in poi, attraversò un difficile periodo di emergenza. Durante il marzo-aprile 1990, le truppe aviotrasportate sovietiche (VDV) occuparono gli edifici dell'Educazione politica e della Scuola del Partito Superiore, dove in seguito stazionò quanto sopravvissuto della sezione del Partito Comunista della Lituania ancora fedele al PCUS. Per tutta risposta, poiché Vilnius non tornò sui suoi passi, l'Unione Sovietica impose un blocco economico tra il mese di aprile e la fine di giugno. L'economia stagnante e la debilità del settore energetico minavano la fede pubblica dello Stato appena restaurato: il tasso di inflazione raggiunse il 100% e continuò ad aumentare rapidamente. Nel gennaio 1991, il governo lituano fu costretto ad aumentare più volte i prezzi, scatenando il malcontento della popolazione russofona del Paese.
Durante i cinque giorni precedenti i tafferugli, i lavoratori sovietici, polacchi e altri delle fabbriche di Vilnius protestarono contro l'aumento dei prezzi dei beni di consumo da parte del governo e per quella che consideravano una discriminazione etnica.
Secondo Human Rights Watch, organizzazione no profit, il governo sovietico aveva organizzato una campagna propagandistica volta a promuovere il conflitto etnico. A tutela della minoranza della popolazione russofona presente in terra lituana, l'Unione Sovietica spedì forze armate d'élite e unità di servizio speciale.
L'8 gennaio il conflitto tra il presidente del parlamento Vytautas Landsbergis e il più pragmatico primo ministro Kazimira Prunskienė culminò con le dimissioni del secondo. Prunskienė incontrò il presidente dell'Unione Sovietica Michail Gorbačëv nella stessa giornata, ma non ricevette le rassicurazioni che auspicava sulla non necessità di ricorrere alle forze armate.
Lo stesso giorno il movimento filo-moscovita Jedinstvo organizzò una manifestazione al cospetto del Consiglio Supremo della Lituania. I manifestanti provarono a prendere d'assalto il palazzo del parlamento, ma vennero allontanati da forze di sicurezza disarmate che impiegarono cannoni ad acqua. Quando sempre in data 8 gennaio il Consiglio Supremo discusse sulla possibilità o meno di arrestare l'aumento dei prezzi, la portata delle proteste e delle provocazioni sostenute da Jedinstvo e dal Partito Comunista crebbe. Durante un discorso radiofonico e televisivo, Landsbergis sollecitò i sostenitori dell'indipendenza a radunarsi e a proteggere i principali edifici governativi e infrastrutturali.
Tra l'8 e il 9 gennaio, diverse unità militari sovietiche speciali giunsero in Lituania (tra cui il famoso antiterroristico Gruppo Alpha e i paracadutisti della 76ª Divisione d'assalto aereo delle guardie della VDV con sede a Pskov). La spiegazione ufficiale fornita era che fosse necessario garantire l'ordine costituzionale e l'efficacia delle leggi della RSS Lituana e dell'Unione Sovietica.
Il 10 gennaio Gorbačëv si rivolse al Consiglio Supremo, chiedendo il ripristino della costituzione dell'URSS in Lituania e la revoca di "tutte le leggi anticostituzionali". Non escluse inoltre l'intervento militare nel giro di pochi giorni. Quando i funzionari lituani chiesero la garanzia di Mosca di non inviare truppe armate, Gorbačëv non fornì risposta.

## Cronologia degli eventi

### Venerdì 11 gennaio 1991

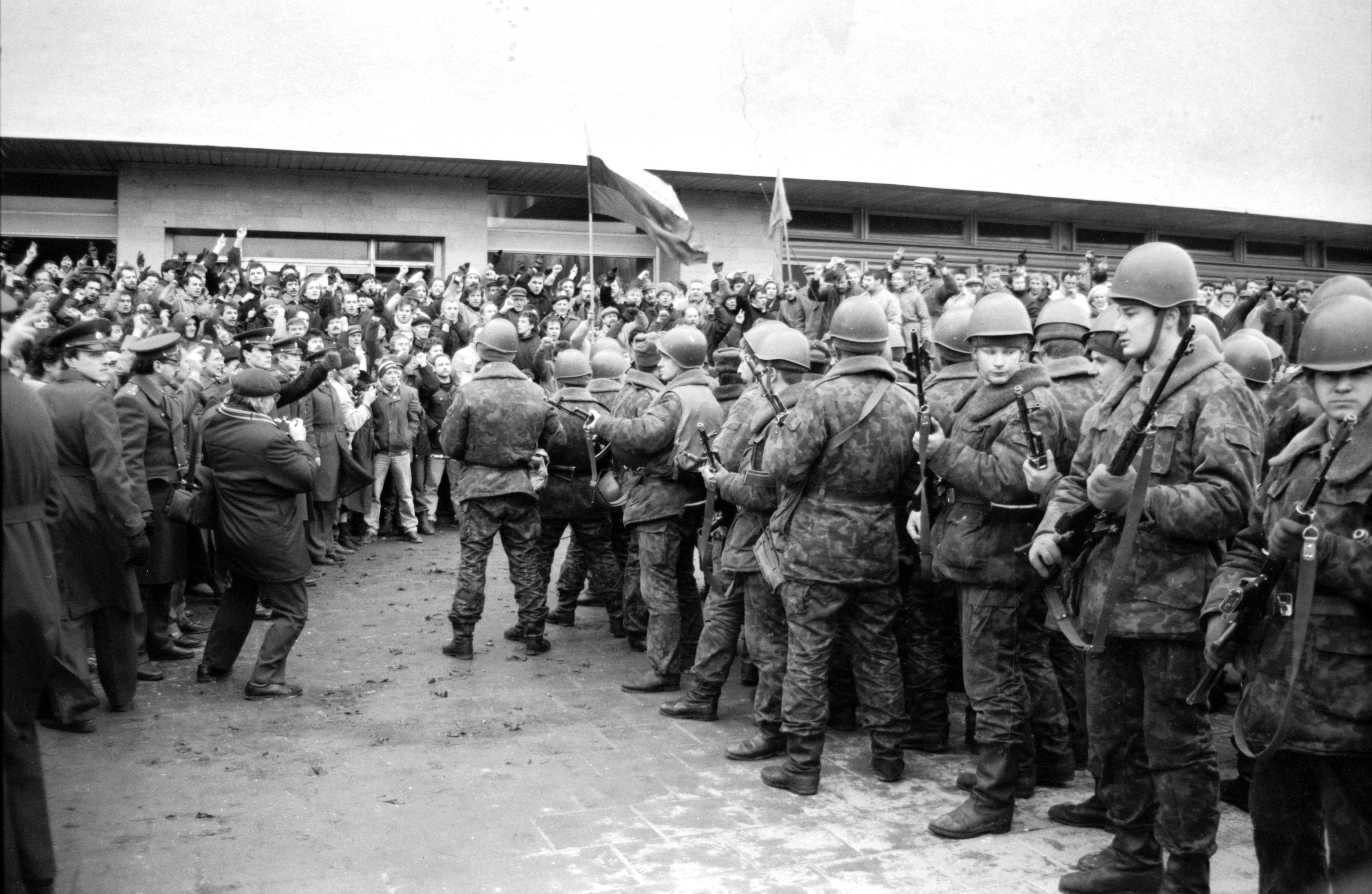
Civili disarmati difendono la sala stampa lituana dai paracadutisti dell'esercito sovietico, gennaio 1991

Nella mattinata dell'11 gennaio 1991, al presidente del Consiglio Supremo Vytautas Landsbergis e al primo ministro Albertas Šimėnas venne presentato un altro ultimatum dal "Congresso Democratico della Lituania", con cui si chiedeva di soddisfare la richiesta di Gorbačëv entro le 15:00 dell'11 gennaio.
- 11:50 – Le unità militari sovietiche prendono possesso dell'edificio del Dipartimento della Difesa Nazionale a Vilnius.
- 12:00 – Le unità militari sovietiche circondano e occupano l'edificio della Sala stampa a Vilnius. I soldati non impiegano munizioni a salve contro i civili. Diverse persone finiscono ricoverate in ospedale, alcune per via di ferite da arma da fuoco.
- 12:15 – I paracadutisti sovietici sequestrano l'edificio regionale del Dipartimento della Difesa Nazionale ad Alytus.
- 12:30 – Unità militari sovietiche sequestrano l'edificio regionale del Dipartimento della Difesa Nazionale a Šiauliai.
- 15:00 – In una conferenza stampa tenuta nell'edificio del Comitato Centrale del Partito Comunista di Lituania, il capo della Divisione Ideologica Juozas Jermalavičius annuncia la creazione del "Comitato della salvezza nazionale della RSS Lituana" e che d'ora in poi sarà l'unico governo legittimo in Lituania.
- 16:40 – Il ministro degli affari Esteri Algirdas Saudargas invia una nota diplomatica al ministero degli affari Esteri dell'URSS in cui esprime le sue preoccupazioni per la violenza dell'esercito sovietico in Lituania.
- 21:00 – Unità militari sovietiche prendono possesso di un centro di ritraduzione televisiva a Nemenčinė.
- 23:00 – Le unità militari sovietiche occupano l'ufficio postale della stazione ferroviaria di Vilnius. Il traffico ferroviario è interrotto, ma ripristinato diverse ore dopo.

### Sabato 12 gennaio 1991
Durante una sessione notturna del Consiglio Supremo, il presidente Vytautas Landsbergis annunciò di aver tentato invano di mettersi in contatto Michail Gorbačëv, ricevendo invece solo tre avvisi da Boris El'cin sulla situazione. Il vice ministro della Difesa dell'Unione Sovietica, il generale Vladislav Ačalov, arrivò in Lituania e assunse il controllo di tutte le operazioni militari. Manifestanti provenienti da tutta la Lituania iniziarono a circondare i principali edifici strategici: il Consiglio Supremo, il Comitato radio-televisivo pubblico, la torre televisiva di Vilnius e la centrale telefonica principale.
- 00:30 – Le unità militari sovietiche occupano la base del Distaccamento di polizia militare della RSS Lituana (OMON) nella periferia di Vilnius.
- 04:30 – Le unità militari sovietiche tentano senza successo di insediarsi nell'edificio dell'Accademia di polizia a Vilnius.
- 11:20 – I soldati sovietici armati attaccano un posto di confine vicino a Varėna.
- 14:00 – Un camion militare sovietico si scontra con un veicolo civile a Kaunas. Una persona muore e tre sono ricoverate in ospedale con ferite gravi. I residenti di Vilnius trasportano cibo ai passeggeri in camion fermi in sciopero.
- 22:00 – Una colonna di veicoli militari sovietici viene avvistata nell'atto di evacuare una base militare a Vilnius e dirigersi verso il centro della città. I dipendenti del Comitato Centrale del Partito Comunista della Lituania istruiscono gruppi di lavoratori speciali (družina del popolo volontario) di tenersi "pronti ad agire".
- 23:00 – Un gruppo sconosciuto di individui che affermano di far parte del Comitato di Salvezza Nazionale, dichiarano al Consiglio Supremo che è proprio dovere impadronirsi della Lituania "per evitare un tracollo economico e una guerra fratricida".[17]

### Domenica 13 gennaio 1991

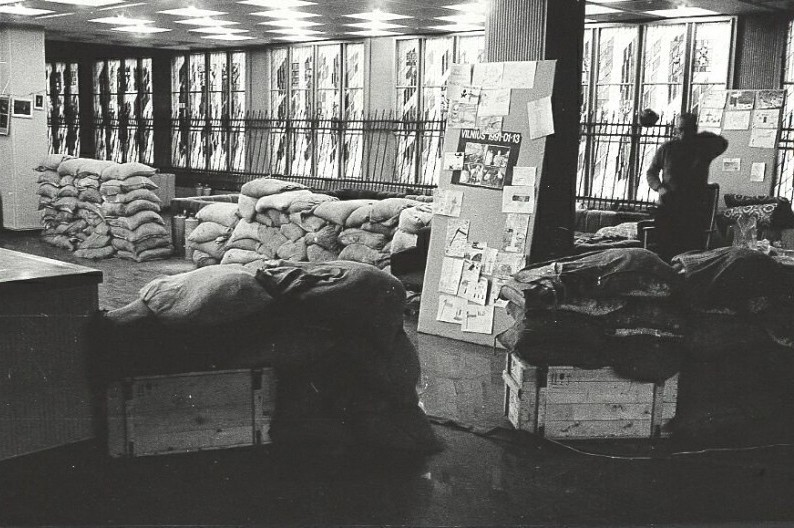
Preparativi per l'atteso assalto sovietico all'interno dell'edificio del parlamento, il palazzo del Seimas, 13 gennaio

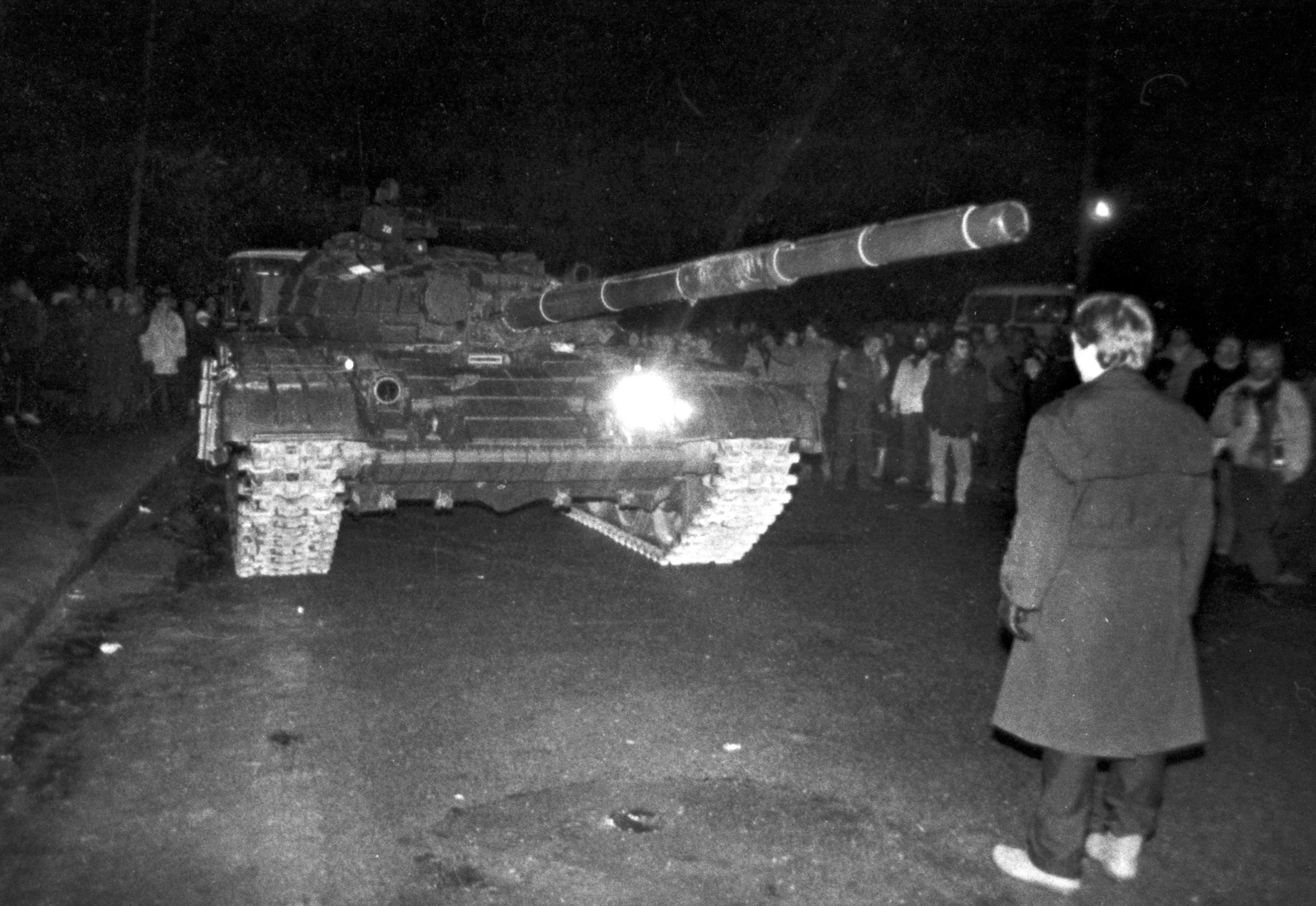
Cittadino lituano disarmato in piedi contro un carro armato sovietico

- 00:00 – Un'altra colonna di veicoli militari (inclusi carri armati e BMP-3) viene avvistata mentre lascia la base militare e si dirige verso la torre televisiva.[17][18]
- 01:25 – All'arrivo nelle vicinanze della torre della televisione, i carri armati iniziano a sparare proiettili a salve.
- 01:50 – Carri armati e soldati circondano la torre televisiva. I soldati sparano proiettili veri sopra la testa e sulla folla di civili radunata intorno all'edificio. I carri armati attraversano file di persone. Nell'attacco muoiono quattordici persone, la maggior parte con ferite da arma da fuoco e due perché schiacciate dai carri armati. Un membro dell'unità Alpha sovietica (Viktor Shatskikh) viene ucciso dal fuoco amico. Gli altoparlanti di diversi BMP trasmettono il messaggio di Juozas Jermalavičius: "Fratelli lituani! Il governo nazionalista e separatista, che ha osato affrontare il popolo è stato rovesciato! Andate [a casa] dai vostri genitori e dai vostri figli!"[18]
- 02:00 – I BMP-3 e i carri armati circondano l'edificio del Comitato radiotelevisivo. I soldati sparano proiettili veri nell'edificio, sopra le teste della folla civile. La trasmissione televisiva in diretta chiude le trasmissioni. Le ultime immagini trasmesse sono di un soldato sovietico che corre verso la telecamera e la spegne.
- 02:30 – Un piccolo studio televisivo di Kaunas va in onda inaspettatamente. Un tecnico del programma per famiglie che di solito trasmetteva da Kaunas una volta alla settimana rimane in onda, chiedendo a chiunque potesse aiutare a trasmettere al mondo in quante più lingue possibili che l'esercito sovietico e i carri armati stavano uccidendo persone disarmate in Lituania. Nel giro di un'ora, lo studio si riempie di diversi professori universitari i quali comunicano il messaggio in diversi idiomi. Il piccolo studio di Kaunas riceve una telefonata minacciosa dalla divisione dell'esercito sovietico di Kaunas (forse la 7ª Divisione d'assalto aereo delle guardie). Entro le 4 del mattino, a Kaunas si scopre che un canale notiziario svedese ha finalmente acquisito la trasmissione e l'avrebbe trasmessa al mondo.[19] Segue la seconda telefonata dalla divisione dell'esercito sovietico a breve, con un comandante che afferma che "non proveremo ad acquisire il controllo dello studio finché non le notizie non verranno smentite". Tutti gli accadimenti avvengono in diretta: la stazione televisiva di Kaunas utilizza i trasmettitori Juragiai e Sitkūnai come ritraduttori.

In seguito a questi due attacchi, grandi folle (20 000 durante la notte, più di 50 000 al mattino) di sostenitori dell'indipendenza si radunarono intorno all'edificio del Consiglio Supremo. La gente cominciò a innalzare barricate anticarro e ad installare difese all'interno degli edifici circostanti, costituendo una sorta di guardiola presso il Consiglio Supremo. I membri della folla diedero il via a cori di gruppo e slogan indipendentisti. Nonostante le colonne di camion militari, BMP e carri armati che si spostavano nelle vicinanze del Consiglio Supremo, le forze militari sovietiche si ritirarono invece di attaccare. Gli eventi del 13 gennaio sono a volte indicati come "domenica di sangue".

## Vittime
In tutto, le vittime causate dall'esercito sovietico ammontarono a tredici. Un altro civile morì nel corso degli scontri a causa di un attacco cardiaco e un soldato sovietico perì per via del fuoco amico. Tutte le vittime, eccetto il soldato, hanno ricevuto l'onorificenza dell'Ordine della Croce di Vytis il 15 gennaio 1991. 12 dei 14 deceduti furono sepolti nel cimitero di Antakalnis a Vilnius.
Le 14 vittime:
- Loreta Asanavičiūtė (1967-1991)
- Virginijus Druskis (1969-1991)
- Darius Gerbutavičius (1973-1991)
- Rolandas Jankauskas (1969-1991)
- Rimantas Juknevičius (1966-1991)
- Alvydas Kanapinskas (1952-1991)
- Algimantas Petras Kavoliukas (1939-1991)
- Vytautas Koncevičius (1941-1991)
- Vidas Maciulevičius (1966-1991)
- Titas Masiulis (1962-1991)
- Alvydas Matulka (1955-1991) morto d'infarto
- Apolinaras Juozas Povilaitis (1937-1991)
- Ignas Šimulionis (1973-1991)
- Vytautas Vaitkus (1943-1991)

## Conseguenze

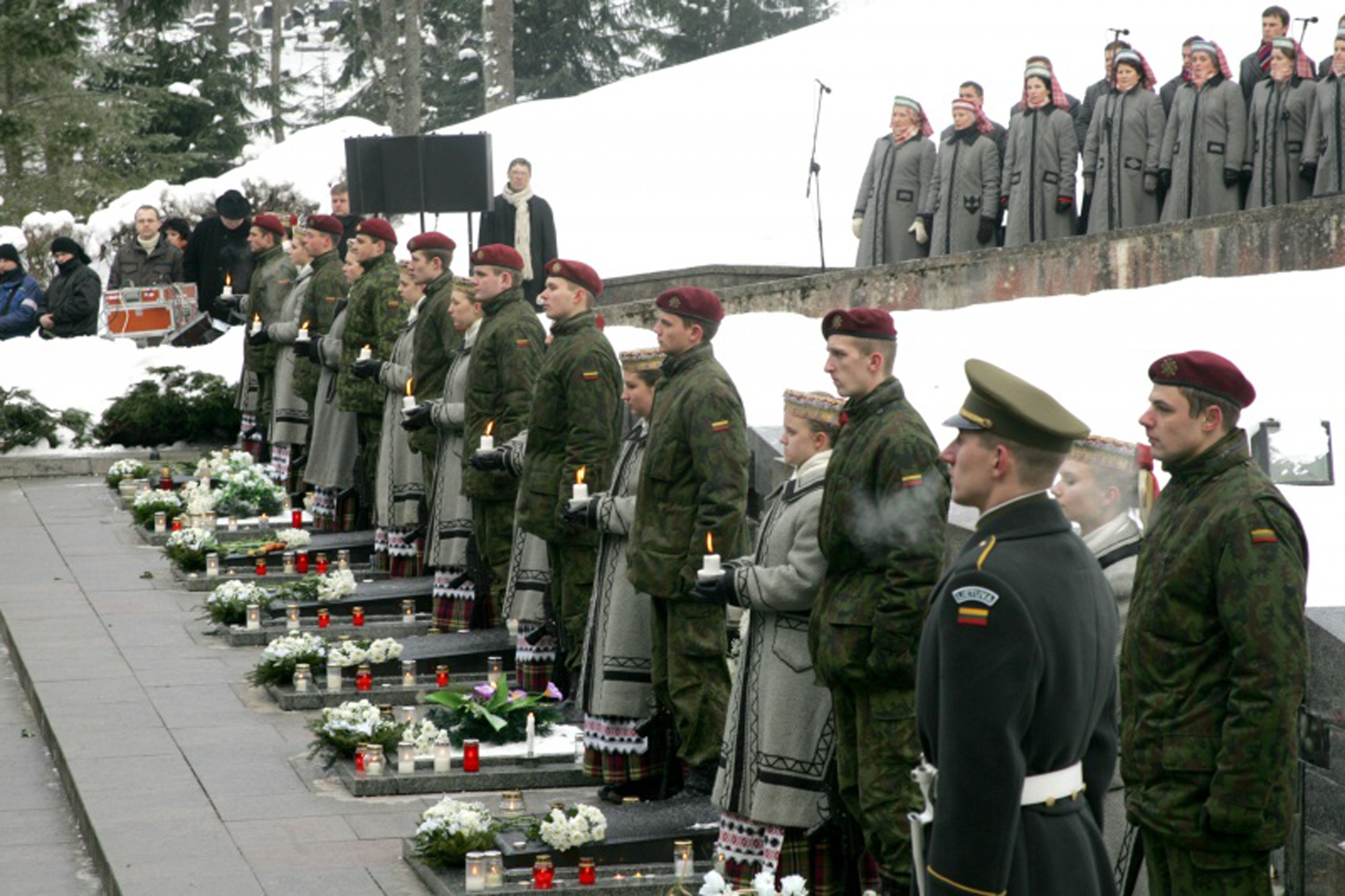
Cerimonia commemorativa vicino alle tombe delle vittime

Subito dopo gli attacchi, il Consiglio Supremo inviò una lettera al popolo dell'Unione Sovietica e al resto del mondo denunciando gli attacchi e chiedendo ai governi stranieri di riconoscere che Mosca aveva commesso un atto di aggressione contro una nazione sovrana. A seguito delle prime notizie dalla Lituania, il governo della Norvegia lanciò un appello alle Nazioni Unite, mentre la Polonia espresse solidarietà al popolo baltico e rimproverò le azioni dell'esercito sovietico.
La reazione degli Stati Uniti fu in un certo senso morbida, poiché questi ultimi erano pesantemente preoccupati per l'imminente inizio dell'operazione Desert Storm contro l'Iraq e temevano le possibili conseguenze più ampie in caso di critiche mosse ai sovietici in quel momento delicato. Il presidente George H.W. Bush denunciò l'incidente, ma si guardò bene dal biasimare direttamente Gorbačëv, rivolgendo invece le sue osservazioni ai leader sovietici.
Dopo gli eventi, il presidente Gorbačëv affermò che "lavoratori e intellettuali" lituani che si lamentavano delle trasmissioni antisovietiche avevano cercato di interloquire con il parlamento della repubblica, finendo però scacciati e picchiati. Inoltre, riferì di aver chiesto al comandante militare a Vilnius di fornire protezione. Sia il ministro della Difesa Dmitrij Jazov sia il ministro degli Interni Boris Pugo e sia Gorbačëv negarono tutti che Mosca avesse ordinato di impiegare la forza a Vilnius. Jazov asserì che i nazionalisti stavano cercando di 
mettere in piedi quella che lui definì "una dittatura borghese". Pugo, nella sua versione dei fatti, riferì alla televisione nazionale che i manifestanti avevano aperto il fuoco per primi. Il giorno successivo agli eventi, si svolsero manifestazioni di sostegno in molte città (Kiev, Riga, Tallinn).

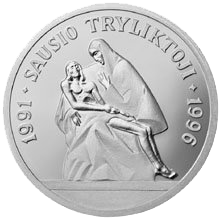
Litas commemorativo dedicato al 5º anniversario degli eventi del 13 gennaio

Sebbene l'occupazione e le incursioni militari proseguissero per diversi mesi dopo gli attacchi, non si verificarono scontri bellici su vasta scala dopo il 13 gennaio. La massiccia reazione occidentale e le azioni delle forze democratiche sovietiche posero il presidente e il governo dell'Unione Sovietica in una posizione scomoda. Ciò influenzò i futuri negoziati lituano-russi e portò alla firma di un trattato il 31 gennaio.
Durante una visita della delegazione ufficiale dell'Islanda in Lituania il 20 gennaio, il ministro degli Esteri Jón Baldvin Hannibalsson dichiarò: "Il mio governo sta seriamente valutando la possibilità di stabilire relazioni diplomatiche con la Repubblica di Lituania". Reykjavík mantenne la sua promessa e, il 4 febbraio 1991, appena tre settimane dopo gli attacchi, riconobbe la Repubblica di Lituania come Stato sovrano, stabilendo conseguentemente le relazioni diplomatiche bilaterali. La concatenazione degli eventi accaduti giustificò, a giudizio degli storici, la schiacciante vittoria dei sostenitori dell'indipendenza nel referendum del 9 febbraio 1991. L'affluenza, pari all'84,73% degli elettori registrati, fece registrare il 90,47% di votanti a favore della piena e totale indipendenza della Lituania.
Le strade nelle vicinanze della torre della televisione andarono successivamente ribattezzate in memoria di nove vittime dell'attacco, mentre alle restanti si sono dedicate una strada a Kaunas, una a Marijampolė, una a Kėdainiai e una a Pelėdnagiai (vicino a Kėdainiai).
La Federazione Russa ribadì ancora la ricostruzione secondo cui le truppe sovietiche non avrebbero impiegato affatto le loro armi. Dall'intervista di Michail Golovatov, ex comandante del "gruppo Alpha": "Le armi e le munizioni che ci sono state date sono state consegnate alla fine dell'operazione, quindi si può stabilire che non è stato sparato un solo colpo da parte nostra. Tuttavia, al momento dell'assalto, il nostro giovane ufficiale Victor Shatskikh è stato ferito mortalmente alla schiena. Poiché abbiamo già preso la torre della televisione e siamo usciti, siamo entrati nel fuoco dalle finestre delle case vicine e, uscendo da lì, ci siamo dovuti nascondere dietro i blindati".

### Procedimenti penali

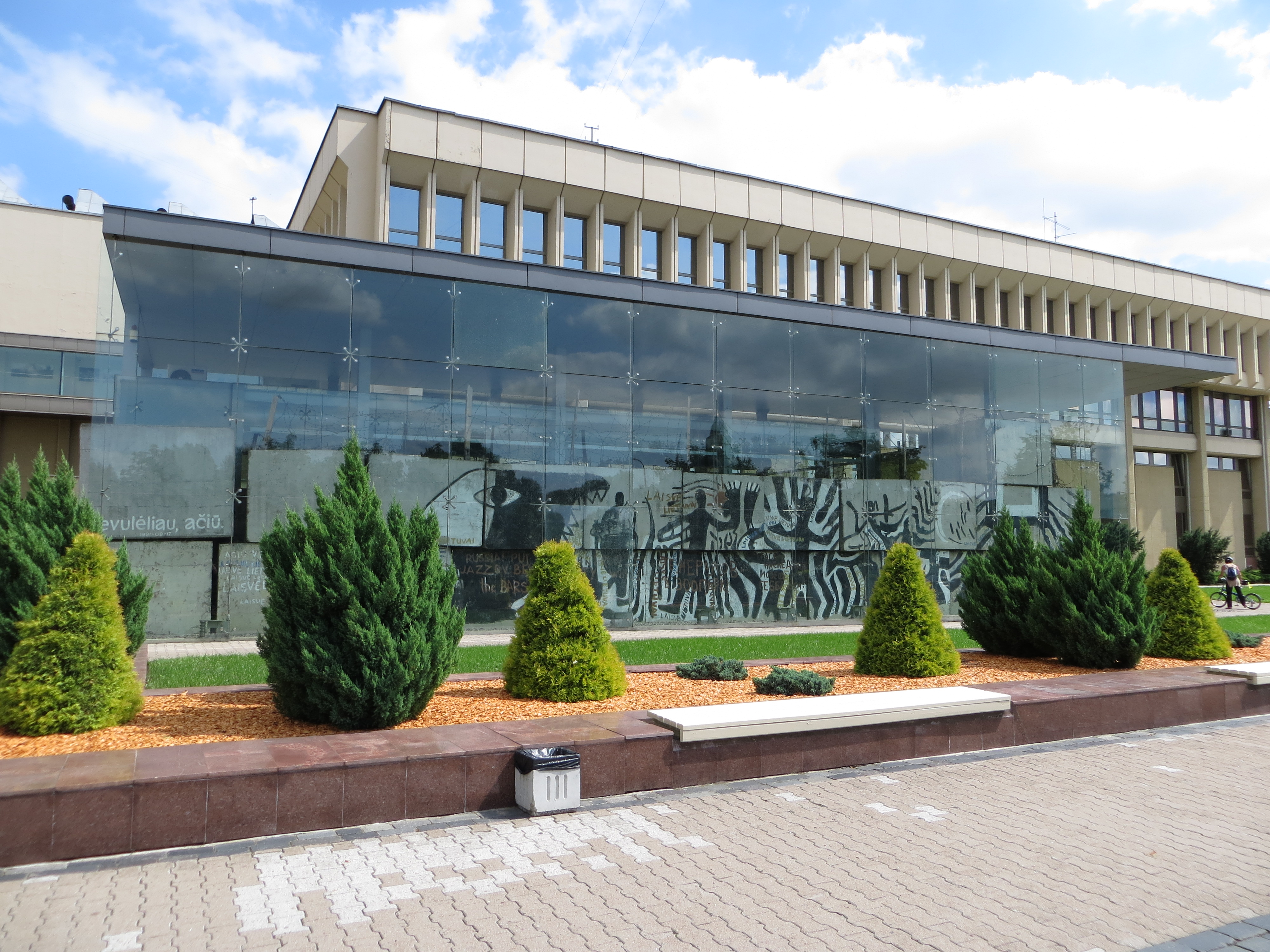
Le barricate di Seimas sopravvissute dal 1991

Nel 1996, due membri del Comitato Centrale del Partito Comunista della RSS Lituana, Mykolas Burokevičius e Juozas Jermalavičius, furono condannati a pene detentive per il loro coinvolgimento negli eventi di gennaio. Nel 1999, il tribunale distrettuale di Vilnius emise verdetti contro sei ex militari sovietici che presero parte agli eventi. L'11 maggio 2011, un soldato dell'OMON sovietico, Konstantin Mikhailov, venne condannato all'ergastolo per aver ucciso nel 1991 doganieri e poliziotti al posto di blocco di frontiera "Medininkai" con la RSS Bielorussa, vicino al villaggio di Medininkai.
Dal 1992, i rappresentanti dell'Ufficio della procura generale della Lituania chiesero in più occasioni alla Bielorussia di estradare Vladimir Uskhopčik, un ex generale che era al comando della guarnigione di Vilnius nel gennaio 1991 e l'editore del quotidiano Lituania sovietica (Stanislava Juonene). La richiesta della Lituania è stata ripetutamente respinta.
Nel luglio 2011, le tensioni diplomatiche aumentarono tra Austria e Lituania quando Michail Golovatov, un ex generale del KGB che aveva presenziato al massacro del 13 gennaio 1991, andò rilasciato dopo essere stato detenuto all'aeroporto di Vienna: in seguito, questi volò in Russia. In segno di protesta, la Lituania richiamò il suo ambasciatore presente in Austria.
Le udienze celebratesi presso il tribunale distrettuale di Vilnius cominciate il 27 gennaio 2016 vedevano 67 persone accusate di crimini di guerra, crimini contro l'umanità, percosse, omicidio, turbamento dell'ordine pubblico, nonché di aver realizzato operazioni militari illegali contro civili. Il caso giudiziario consisteva in 801 volumi di documenti, inclusi 16 relativi alla stessa azione penale. Tra gli imputati vi erano l'ex ministro della Difesa sovietica Dmitrij Jazov, l'ex comandante del gruppo antiterrorismo sovietico Alpha Michail Golovatov e il capo della guarnigione di Vilnius dell'esercito sovietico Vladimir Uskhopčik.
Robertas Povilaitis, il figlio di una delle vittime, domandò alle forze dell'ordine di condurre un'indagine sul ruolo di Michail Gorbačëv negli eventi. Il 17 ottobre 2016, il tribunale regionale di Vilnius decise di convocare Michail Gorbačëv in veste di testimone. La Federazione Russa aveva in passato rifiutato di interrogare il politico: poiché non si era avviata alcuna indagine preliminare contro Gorbačëv nel caso del 13 gennaio, il presidente della Corte costituzionale della Lituania, Dainius Žalimas, concluse che sarebbe stato difficile credere che gli eventi si fossero verificati senza che lo sapesse il presidente dell'URSS. Il ruolo di Gorbačëv negli eventi di gennaio rimane dunque controverso.
Nel 2018, le forze dell'ordine russe avviarono procedimenti penali contro i pubblici ministeri e i giudici lituani che stavano indagando sul caso. Tale azione russa è stata condannata dal Parlamento europeo alla stregua di un'"influenza esterna inaccettabile" e "avvenuta per ragioni politiche".
Il 27 marzo 2019, il tribunale distrettuale di Vilnius dichiarò tutti e 67 gli imputati colpevoli di crimini di guerra o crimini contro l'umanità. La stragrande maggioranza è stata processata e condannata in contumacia: tra i rei di alto profilo figuravano l'ex ministro della Difesa sovietico Dmitrij Jazov (punito con 10 anni di reclusione), Michail Golovatov (12 anni di reclusione), e Vladimir Uskhopčik (14 anni di reclusione). La media delle condanne prevedeva pene detentive comprese tra i 4 e i 12 anni.
Il 31 marzo 2021, anche la Corte d'appello lituana, giudice di secondo grado nazionale, ha emesso la sua sentenza, con cui ha solo accresciuto i tempi di reclusione per gli imputati già condannati e ha quantificato il risarcimento per danni morali nel totale di 10 876 milioni di euro. Uno dei giudici che ha annunciato la sentenza ha riferito al contempo: "Quando facevano transitare i carri armati sopra i manifestanti, sapevano perfettamente che cosa stessero facendo". In seguito, la Russia ha minacciato di intraprendere azioni di ritorsione per la sentenza. Il Commissario europeo per la giustizia, i diritti fondamentali e la cittadinanza Didier Reynders ha promesso che l'Unione europea difenderà i giudici lituani che hanno supervisionato il caso del 13 gennaio. Il ministro per Affari esteri della Lituania Gabrielius Landsbergis aveva già sostenuto che la Lituania si sarebbe appellata all'Interpol per respingere l'appello della Russia contro la prosecuzione dei giudici lituani che hanno esaminato il caso del 13 gennaio.
Fino ad oggi, Russia e Bielorussia si sono rifiutate di estradare i responsabili degli eventi di gennaio.

## Conseguenze
In Lituania, è stata istituita in data 13 gennaio la giornata dei difensori della libertà (in lituano Laisvės Gynėjų Diena). Pur non trattandosi di un giorno festivo, è ufficialmente osservata come un'occasione commemorativa. Ogni 13 gennaio, le bandiere nazionali sventolano solitamente al fianco di un fiocco nero. Negli ultimi anni, delle spille che raffigurano un nontiscordardimé sono diventate un simbolo di commemorazione degli eventi.
Di recente, si è sviluppato un dibattito pubblico sul fatto che il 13 gennaio e gli eventi correlati in generale debbano essere percepiti come una giornata di lutto o come una di vittoria. I precedenti presenti lituani Vytautas Landsbergis e Dalia Grybauskaitė hanno espresso l'opinione che il 13 gennaio non sia solo una giornata di lutto, in quanto si commemorano coloro che hanno sacrificato la propria vita per un ideale. Altri personaggi pubblici di spicco hanno descritto il 13 gennaio come una Giornata della Vittoria, tra cui i generali Arvydas Pocius e Valdemaras Rupšys, entrambi volontari che difesero il Parlamento durante gli eventi, nonché i giornalisti Rimvydas Valatka e Vytautas Ališauskas e l'accademico Vytautas Ališauskas.
Da allora, la Lituania ha accusato la Russia di aver tentato di diffondere disinformazione sugli eventi di gennaio. Il Parlamento europeo ha condannato il Cremlino e ha esortato a "cessare l'irresponsabile disinformazione e le dichiarazioni di propaganda "in merito al caso del 13 gennaio. La EUvsDisinfo, attiva per garantire una lotta alla disinformazione, ha documentato diversi esempi di ricostruzioni falsate riportate dai media filo-russi.